# Ligny-le-Ribault
Ligny-le-Ribault település Franciaországban, Loiret megyében. Lakosainak száma 1255 fő (2022. január 1.). Ligny-le-Ribault Jouy-le-Potier, La Ferté-Saint-Cyr, Saint-Laurent-Nouan, Villeny, Yvoy-le-Marron, La Ferté-Saint-Aubin és Lailly-en-Val községekkel határos.

## Népesség
A település népességének változása:
| Lakosok száma | 939  | 960  | 1033 | 1298 | 1300 | 1262 | 1236 | 1230 | 1238 | 1255 |
|               | 1968 | 1982 | 1990 | 2006 | 2013 | 2015 | 2017 | 2019 | 2020 | 2022 |